# Анджей Мостовски
А̀нджей Станѝслав Мосто̀вски (на полски: Andrzej Stanisław Mostowski) е един от значимите полски математици на XX век.

## Биография
Роден е на 1 ноември 1913 година в днешен Лвов, тогава Лемберг в Австроунгарската империя. През 1931 година постъпва във Варшавския университет, където попада в близкото обкръжение на Кажимеж Куратовски, Адолф Линденбаум и Алфред Тарски. По време на следването си прекъсва, за да посети през лятото на 1937 година Виена, където слуша курс на Курт Гьодел, и Цюрих, където посещава лекции на Дьорд Поя, Херман Вайл и Паул Бернайс. Мостовски заминал за Цюрих с идеята да слуша курс по актюерство и като първа стъпка започнал да учи статистика. Дисциплината обаче не му допаднала и вместо това посещавал курсове по математика и започнал самостоятелни изследвания в областта на теория на рекурсията и Аксиомата за избора. През 1939 година Мостовски защитава докторска дисертация, официално под ръководството на Куратовски, но на практика – под ръководството на Тарски, който по това време е още млад преподавател.
По време на германската окупация над Полша, Мостовски, който е освободен от военна служба поради заболяване, официално започва работа като счетоводител, но тайно продължава да преподава в обявения за нелегален Варшавски университет. След Варшавското въстание от 1944 година, нацистите се опитват да го изпратят в концентрационен лагер. С помощта на няколко полски медицински сестри Мостовски успява да избяга в една болница. Можел да избира дали със себе си да вземе бележник със записките си през войната или един самун хляб, и избрал хляба. Много от резултатите, които получил по време на войната – за йерархиите от проективни множества, аритметически определените множества от естествени числа и последствията от Аксиомата за построимостта в дескриптивната теорията на множествата – са унищожени когато домът му е сринат със земята по време на въстанието, и той повече никога не ги възстановява.
През последните месеци от войната, Мостовски е безработен и се опитва да преживява, разпродавайки вещите си и давайки частни уроци по математика, но желаещите били малко. След края на войната се мести в Краков, където работи няколко месеца в Силезийската политехника и още няколко месеца – в Ягелонския университет. Там той представя хабилитационен труд през 1945 година на тема „Аксиома за избора над крайни множества“, който бива одобрен. В началото на 1946 година обаче Мостовски се мести в Лодз, където получава пост на действащ професор от януари до септември. Връща се обаче във Варшавския университет, също като действащ професор, през 1947 получава поста извънреден професор, и редовен професор през 1951 година. До края на живота си, Мостовски работи във Варшавския университет. Трудовете му в голяма степен са посветени на теория на рекурсията и проблемът за неразрешимостта, логика от първи ред и теория на моделите.
През лятото на 1975 година Мостовски е на визита в Бъркли и Станфорд, САЩ. Почива внезапно на 22 август 1975 във Ванкувър, Канада, където е поканен да изнесе лекция в Университета „Саймън Фрейзър“ на път за Онтарио, където има участие в конференция.
Анджей Мостовски е носител на множество награди и почетни академични звания:
- 1952 – полска държавна награда през 1952 година;
- 1956 – член-кореспондент на Полската академия на науките;
- 1963 – действителен член (академик) на ПАН,
- 1972 – Наградата на Фондацията „Ижиковски“
- 1973 – чуждестранен член на Финландската академия на науките.[1]